# میشل تاردیولی
میشل تاردیولی (انگلیسی: Michele Tardioli؛ زادهٔ ۷ نوامبر ۱۹۷۰) بازیکن فوتبال اهل ایتالیا است.
از باشگاه‌هایی که او در آن بازی کرده‌، می‌توان به باشگاه فوتبال پروجا، باشگاه فوتبال چزنا، باشگاه فوتبال دلفینو پسکارا و باشگاه فوتبال اتلتیکو آرتزو اشاره کرد.